# Hans-Dieter Jaene

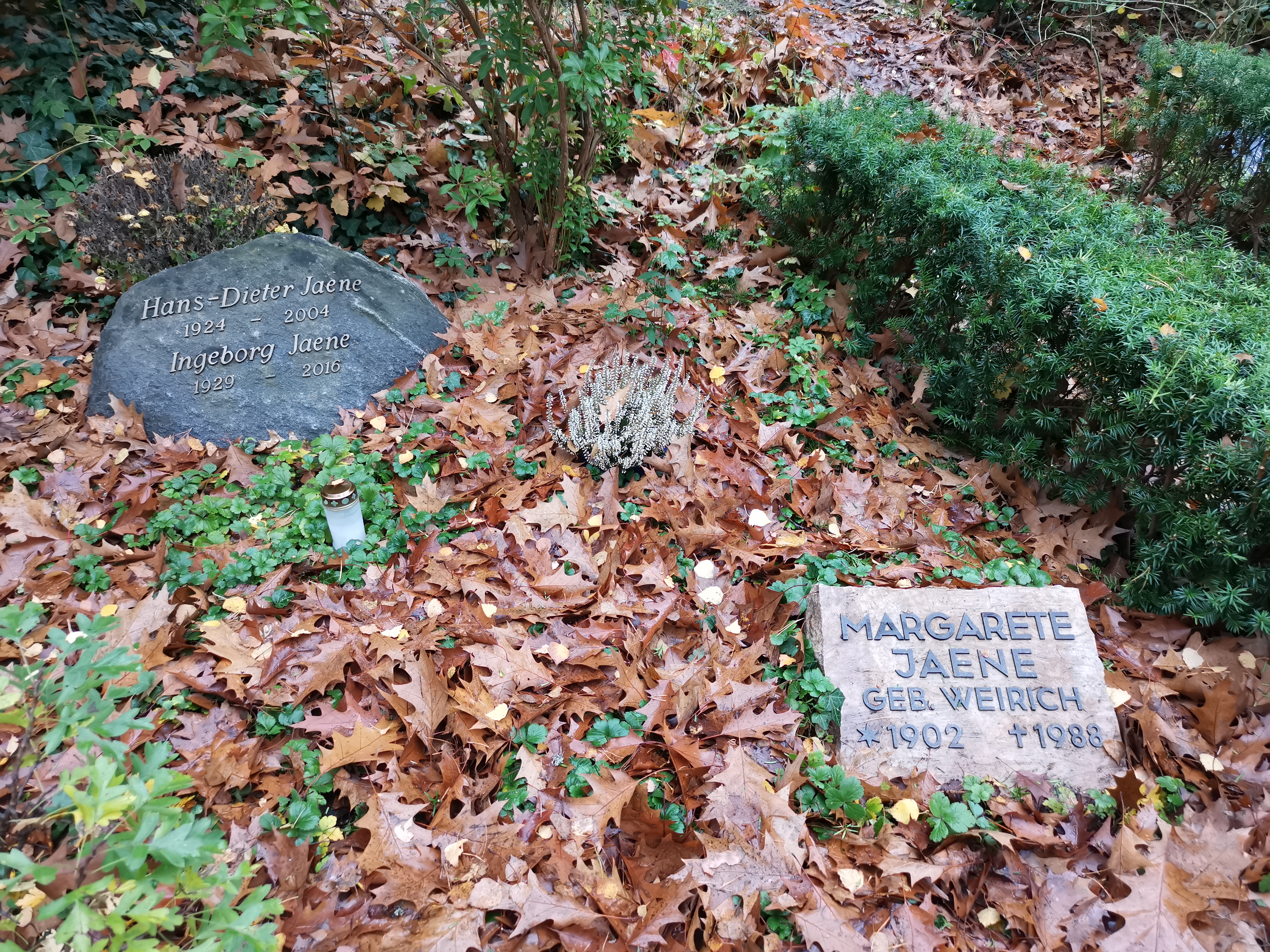
Grab auf dem Friedhof Berlin-Frohnau, Feld 13

Hans Dieter Jaene (* 19. September 1924 in Nowawes; † 17. Oktober 2004) war ein deutscher Journalist.

## Leben

### Frühe Jahre
Hans Dieter Jaene wurde evangelisch getauft, sein Vater war bis 1938 Angestellter und später Berufsoffizier.
Bis 1938 besuchte Jaene die Oberschule in Potsdam. 1942 schloss er die Winckelmann-Schule in Stendal mit einem Notabitur ab, wurde einberufen und Obergefreiter Funker.  Von April bis Ende August 1945 war er in sowjetischer Kriegsgefangenschaft.
Nach dem Krieg wurde er Mitglied der LDP in Brandenburg. Von Februar 1946 bis August 1946 war er ohne Verurteilung wegen „antisowjetischer Tätigkeit“ im Zuchthaus Sudenburg von den Behörden der SBZ inhaftiert und dort misshandelt und gefoltert worden.
1946 flüchtete er nach Hannover.

### Werdegang
Im November 1946 wurde er Volontär bei der britischen Besatzungszeitschrift Diese Woche, welche von Stabsfeldwebel Henry Ormond verlegt wurde.
Bis 1969 wurde er beim Spiegel beschäftigt, ab 1959 war er stellvertretender Chefredakteur.
Nach 1969 arbeitete er beim Fernsehmagazin Kontraste, moderierte bei Kennzeichen D und als Chefredakteur der Deutschen Welle.
Von ihm ist eine Aufstellung der Untersuchungshaftdauer im Zusammenhang mit der Spiegel-Affäre:
| Redakteur                 | Funktion                        | Untersuchungshafttage |
| ------------------------- | ------------------------------- | --------------------- |
| Claus Jacobi (Journalist) | Chefredakteur                   | 18                    |
| Hans Detlev Becker        | Verlagsdirektor                 | 34                    |
| Conrad Ahlers             | Stellvertretender Chefredakteur | 56                    |
| Hans Schmelz              | Redakteur                       | 81                    |
| Rudolf Augstein           | Herausgeber                     | 103                   |

Quelle

## Veröffentlichungen
- Wie wir Hitler fanden. Familiengeschichten für Spätgeborene. 1998 (eine persönliche Aufarbeitung der Zeit des Nationalsozialismus aus der Sicht der eigenen Familie).

## Auszeichnungen
- 1968: Bundesverdienstkreuz am Bande[6]